# Magari resto
Magari resto è un film italiano del 2020 diretto da Mario Parruccini.

## Trama
Nel Cilento, Francesca (Caterina Misasi) sta per sposarsi ma sente che nella sua vita qualcosa non sta andando come dovrebbe. La donna comincia a porsi delle domande trovando conforto in Don Fabio, suo consigliere da sempre, che la porteranno a fare le scelte giuste.

## Produzione
Le riprese si sono svoltenel Cilento, in Campania, e precisamente fra Camerota, Marina di Camerota, Lentiscosa e Licusati. Il film è stato prodotto da CONFORM S.c.a.r.l. e PRISM Consulting S.r.l. ed è stato rilasciato il 10 settembre 2020 da Draka Cinema e Conform Distribution.